# 北秋津横穴墓群
北秋津横穴墓群（きたあきつよこあなぼぐん、きたあきつおうけつぼぐん）は、埼玉県所沢市北秋津から上安松にかけて存在する古墳時代後期の横穴墓群である。

## 概要
1945年（昭和20年）5月3日、陸軍所沢飛行場の物資を疎開させるための地下壕造成の際に1基が発見され、所沢国民学校に勤務していた内野弘によって発掘調査が行われた。
この横穴墓は、斜面の中腹に開けられた縦横約0.7メートル、奥行約1.5メートルの羨道の先に、長径2メートル、短径1.5メートルの楕円形で高さ約0.9メートルの玄室が配置されている。羨道と玄室の間は柳瀬川の川原石で封鎖され、床に川原石が敷き詰められた玄室には、頭を北に向けた身長約1.65メートルの男性が伸葬されていた。遺体の右側にも追葬されたとみられる大小2個の頭蓋骨があったが、副葬品はみつかっていない。
この1基の他に1985年（昭和60年）の所在調査によって新たに7基の存在が確認されている。

## 評価
当時の埋葬施設のあり方を研究する上で貴重な歴史的価値を持つものとされており、1976年（昭和51年）に埼玉県の重要遺跡に選定された。
この古墳を含む一帯は土地区画整理事業の予定地になっているが、埼玉県は、所沢市が提出した「所沢市北秋津地区土地区画整理事業に係る戦略的環境影響評価報告書」に対して「『北秋津横穴墓群』については開発を行わず、現状保存に努めること」との意見を付している。